# Oosterscheldekering

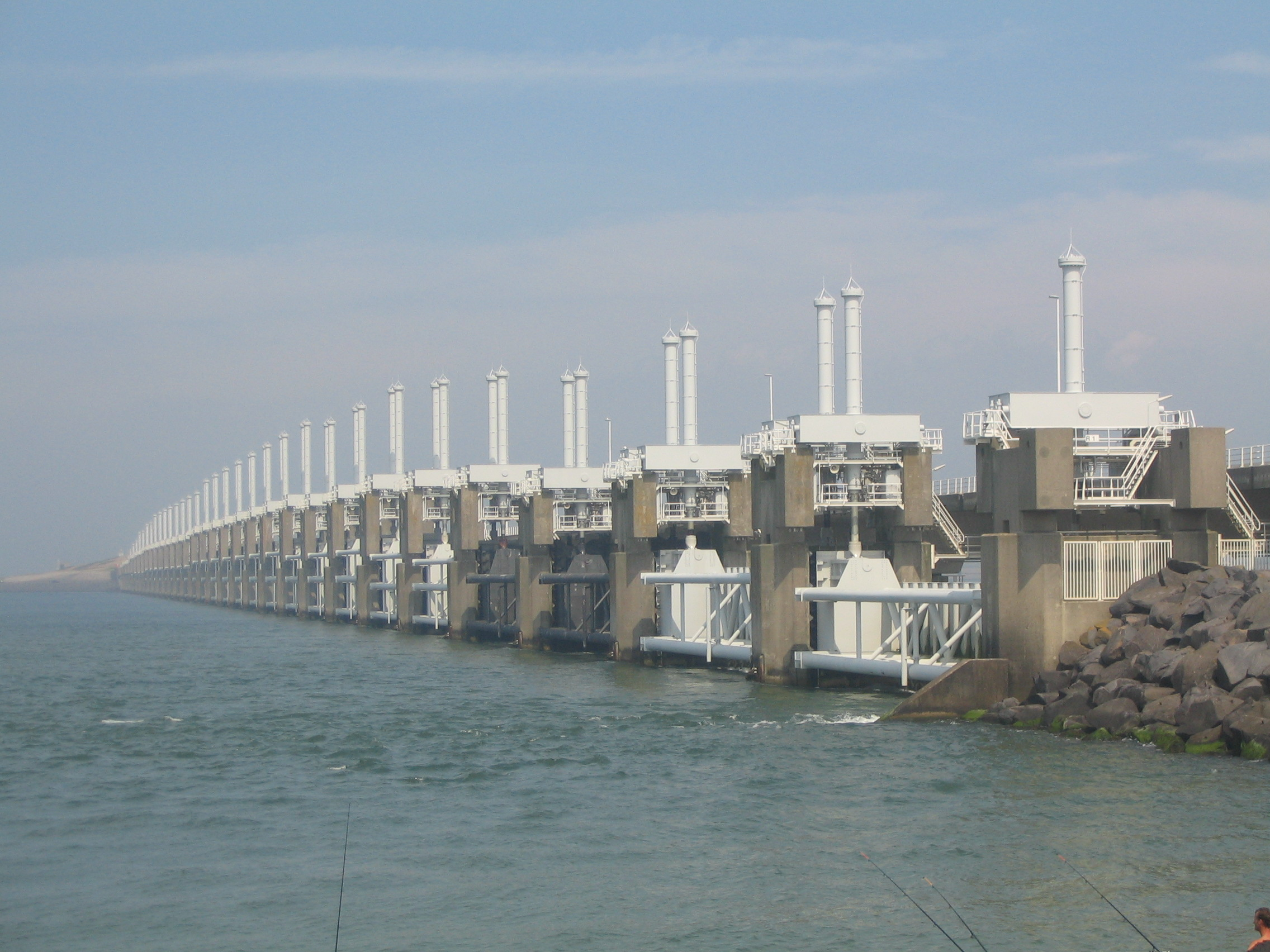

Oosterscheldekering är världens största översvämningsbarriär. Den finns i estuariet Oosterschelde i Nederländerna, mellan öarna Schouwen-Duiveland och Noord-Beveland. Barriären är en del av deltaprojektet, som kom till efter den stora översvämningskatastrofen den 31 januari 1953.

## Bakgrund

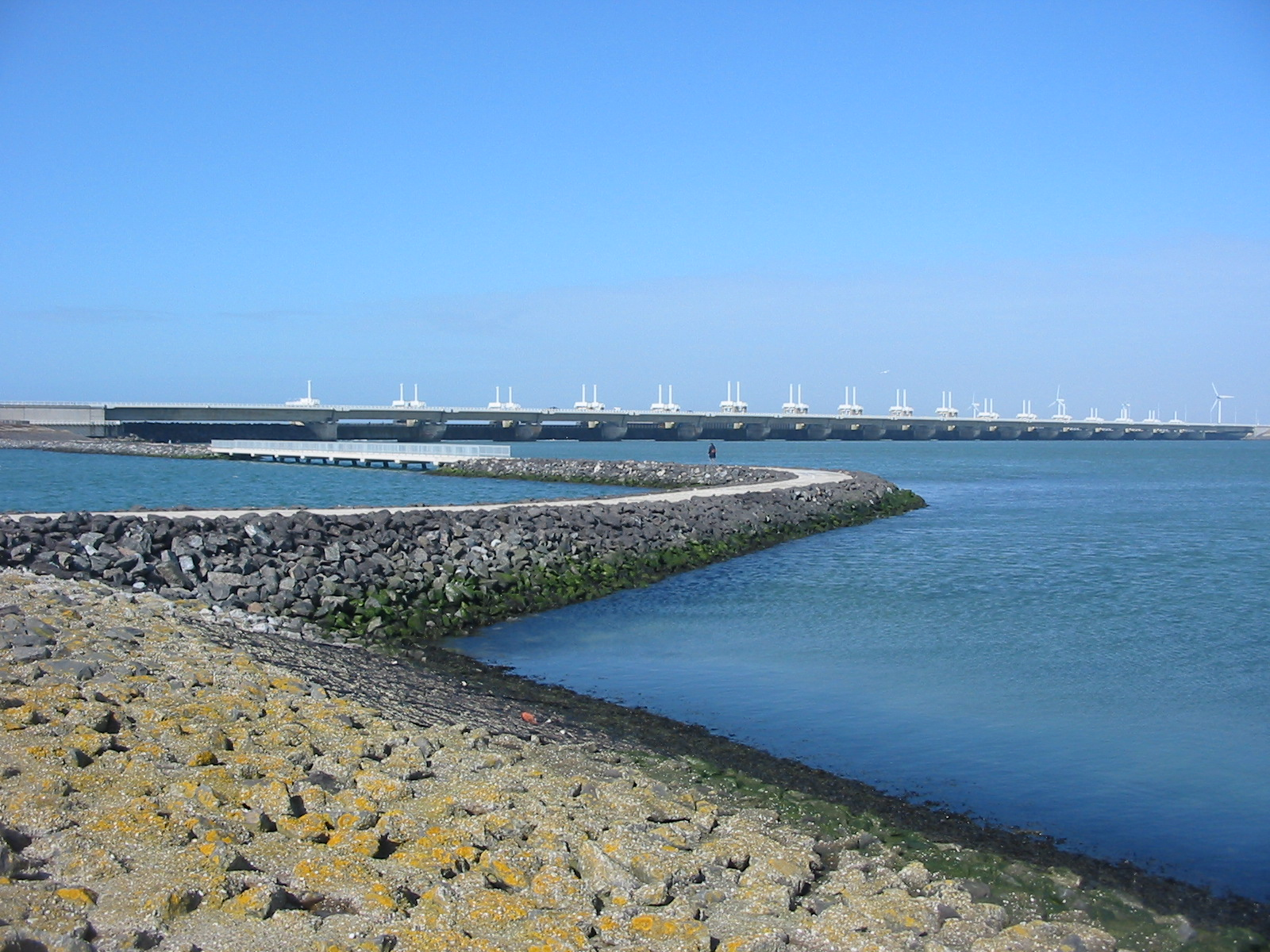
Vy från Neeltje Jans vid Oosterscheldekering

Den nio kilometer långa barriären Oosterscheldekering var ursprungligen tänkt som en helt sluten fördämning, men efter protester från allmänheten byggdes enorma barriärportar in i de fyra sista återstående kilometrarna. Dessa portar är normalt öppna, men kan stängas under ogynnsamma väderförhållanden. På detta sätt kan det marina livet innanför barriären bevaras och fiske kan fortsätta, samtidigt som marken bakom dammen skyddas mot översvämningar. Drottning Beatrix av Nederländerna öppnade officiellt dammen den 4 oktober 1986 genom att säga de numera välkända orden: "De stormvloedkering is gesloten. De Deltawerken zijn voltooid. Zeeland is veilig." (Stormflodsskyddet är stängt. Deltaprojektet är klart. Zeeland är säkert.) 
På den konstgjorda ön Neeltje Jans, i ena änden av barriären, är en plakett installerad med orden: "Hier gaan over het tij, de maan, de wind en wij" ("Här styrs tidvattnet av månen, vinden och av oss").

## Beskrivning

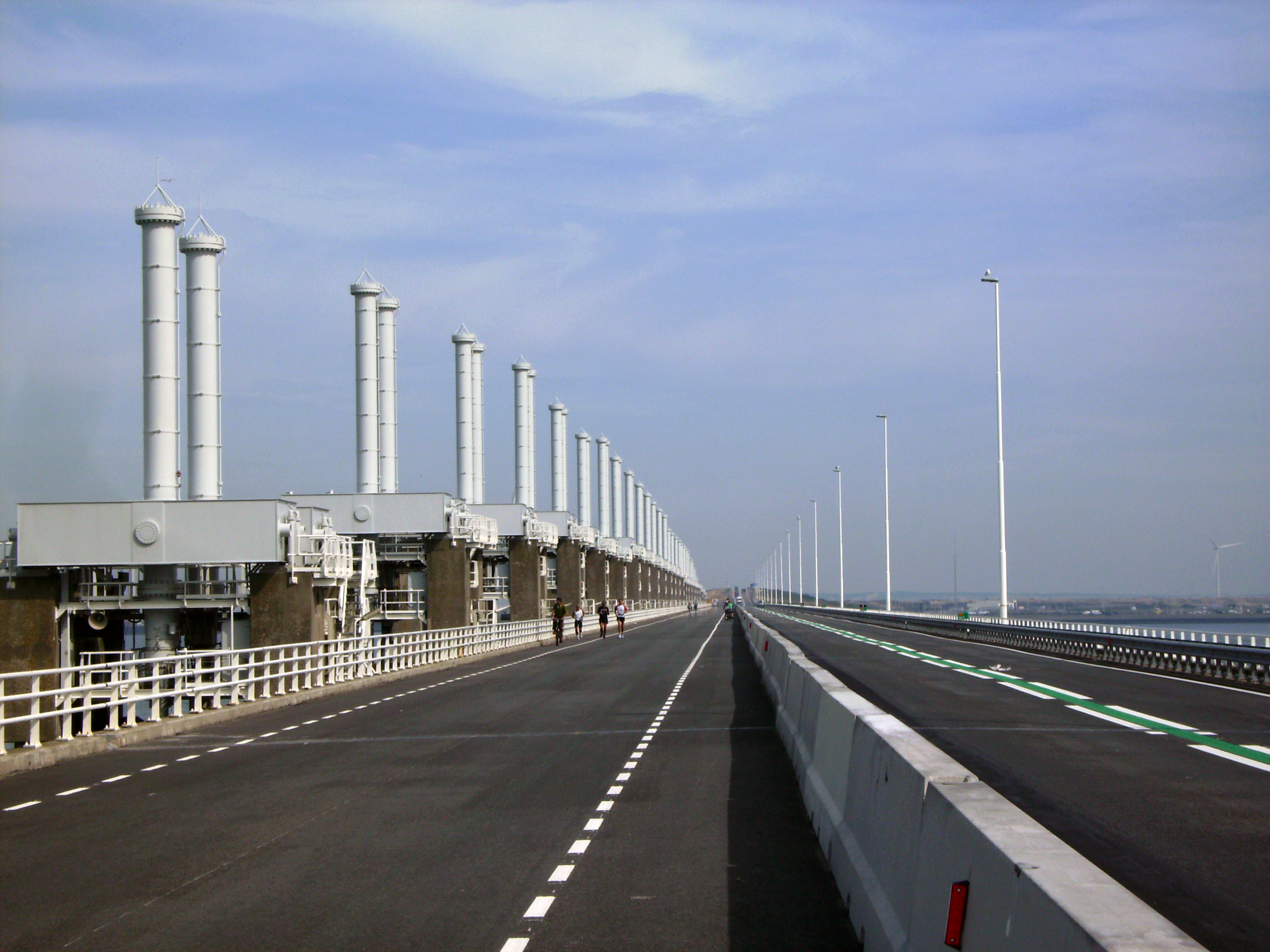

Den öppningsbara barriären Oosterscheldekering var den största, dyraste och svåraste delen att bygga i Deltaprojektet. Arbetet med själva dammen startade i april 1976 och avslutades i juni 1986, men vägen över dammen var klar att användas först i november 1987. Vägen öppnades av denna förra drottningen, Juliana 1987 den 5 november 1987, exakt 457 år efter den stora översvämningen 1530 (St. Felix) som spolade bort en del av Zeeland.
Dammbygget genomfördes av ett konsortium av entreprenörer bestående av Ballast Nedam, Royal Boskalis Westminster, Baggermaatschappij Breejenhout, Hollandse aanneming Maatschappij, Hollandse Beton Maatschappij, Van Oord-Utrecht, Stevin Baggeren, Stevin Beton sv Waterbouw, Adriaan Volker Baggermaatschappij, Adriaan Volker Beton en Waterbouw och Aannemerscombinatie Zinkwerken.
För att underlätta byggandet skapades först den konstgjorda ön Neeltje-Jans i mitten av mynningen. När konstruktionen senare var färdig omformades ön till ett utbildningscentrum för besökare och till underhållsbas.
Dammen omfattar på 65 betongpelare med 62 stålporta, med en bredd av 42 meter. Dessa delar konstruerades i en torrdocka. Vid monteringen var området översvämmat och en liten flotta av speciella fartyg lyfte pelarna och placerade dem i sina slutliga positioner. Varje pelare är mellan 35 och 38,75 meter hög och väger 18 000 ton.
Oosterscheldekering har förklarats som ett av den moderna världens sju underverk av American Society of Civil Engineers. Dammen är avsedd att hålla i mer än 200 år.

## Fartygsflottan

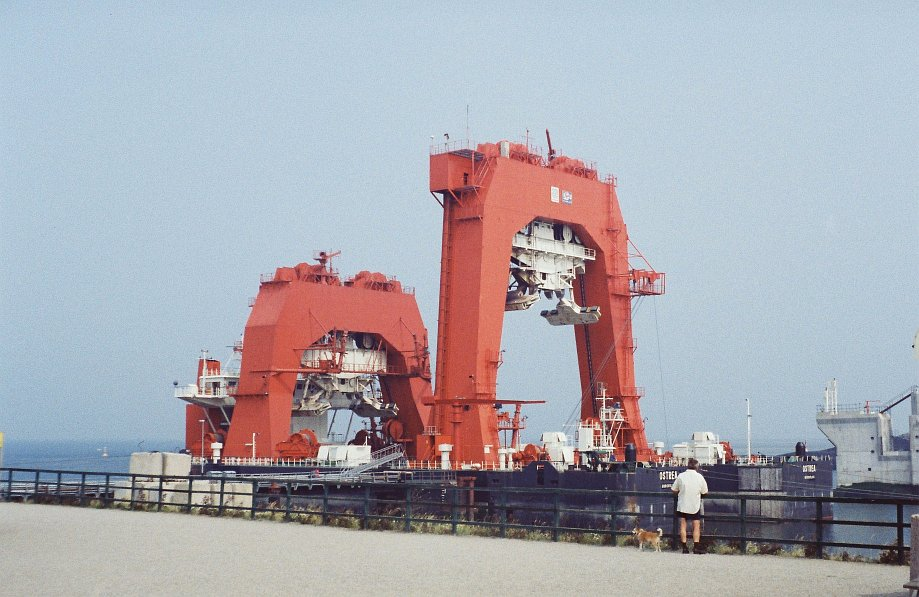
Ostrea, 1983

Fyra fartyg skräddarsyddes och byggdes för projektet:
- Mytilus, ett fartyg som utrustades med olika grundbearbetningsverktyg, som spjut för att förstärka stabilisera havsbottnen.

- Cardium, ett fartyg för att transportera och lägga en speciell foliematta på havsbotten som underlag för fundamentpelare.

- Ostrea, ett fartyg som kan lyfta betongpelare från torrdockan och placera dem exakt på den utlagda foliemattan på havsbottnen. Fartyget är 85 meter långt och har en lyftbock som är 50 meter hög. Fartyget kan bara lyfta 10 000 ton, vilket är tillräckligt då en stor del av pelarnas vikt på 18 000 ton befinner sig under vattenytan. Detta fartyg anses vara flaggskeppet i byggflottan, främst på grund av sin storlek och lyftkapacitet.

- Macoma, ett fartyg som i nära samarbete med Ostrea, rengjorde bottenfolien och assisterade vid den slutliga placeringen av pelarna.

Skeppen är döpta efter olika typer av skaldjur.

## Driften
Barriären kontrolleras manuellt med ett elektroniskt säkerhetssystem, som fungerar som en backup. Nederländsk lag reglerar villkoren för barriärens stängning. Vattennivån måste vara minst tre meter över ordinarie vattenstånd innan barriären får stängas helt. Varje barriärport provstängs en gång i månaden enligt uppgjorda scheman, som också styr planeringen av olika säkerhetsrutiner. Direkt efter dessa tester öppnas portarna igen för att minimera påverkan av det lokala ekosystemet. Det tar ungefär en timme för att stänga en port.
Hela dammen har blivit stängd 24 gånger sedan 1986, på grund av vattennivåer som överskridit eller förutspåtts överstiga tre meter övan normalvattenståndet i Nordsjön. En sådan stängning skedde den 8 november 2007.
Driftkostnaden för anläggningen är cirka 17 miljoner Euro per år.